# Wilhelm Grunwald
Wilhelm Grunwald (Rastenberg, 15 de julho de 1909 — 7 de junho de 1989) foi um matemático alemão.
Introduziu o teorema de Grunwald–Wang, embora seu enunciado original e prova do mesmo contivesse um pequeno erro, corrigido por Shianghao Wang. Mais tarde abandonou a matemática para tornar-se bibliotecário de ciências, sendo diretor da biblioteca universitária da Universidade de Göttingen (Roquette 2005, p.29).